# Apodi (Rio Grande do Norte)
Pour les articles homonymes, voir Apodi.
Apodi est une municipalité brésilienne située dans l'État du Rio Grande do Norte.